# 向阳村圣家堂
天津东丽区向阳村圣家堂，又称仁慈庄天主堂，是天主教天津教区的一座圣堂，原址位于东丽区向阳村，2011年迁至现址，现址位于东丽区华明镇华明新城居住区。

## 历史
向阳村原名仁慈庄，位于东丽区幺六桥回族乡，是由雷鸣远神父建立的天主教村，至今90%的村民为天主教徒。1906年，雷鸣远神父在此购地10倾，供流离至此的宝坻、静海、山东教友及教外难民居住、耕种。第一座圣堂建于1918年，1934年水灾后，法籍神父高尔谦利用教区拨款在原堂的南部另建新堂，建筑面积800余平米。
1916年老西开事件爆发后，堂区神父汤高达会同其他民众远赴天津市区对法国官方的行为表示抗议。
中共建政后，由于不断恶化的宗教环境，1958年堂区停止了公开礼拜，圣堂被先后改为公社食堂和工厂，本堂神父被迫害。连具有宗教色彩的“仁慈庄”地名也被改作文革色彩的“向阳村”。1983年12月20日，村民腾出圣堂恢复了宗教活动，由获释不久的刘益民神父主持。1987年，经乡、村政府拨款和教友奉献，在石鸿臣神父的主持下新建了圣堂，建筑面积320平方米，附属房200平方米。
2008年，因天津空港经济区建设，向阳村土地被征用，其中也包括圣堂所在地。经本堂王室军、前本堂朱立戈协调，东丽区政府出资在华明镇还迁地区重建圣堂，新堂建筑面积800平方米，并有附属楼建筑面积1000平方米，内部采用了新堂中少见的，比较传统的柱廊式结构。

## 历任本堂
比利时籍神父雷明远，荷兰籍主教文贵宾，及教廷宗座代表刚恒毅等均曾莅临该堂，另外，许多天津教区的重要人物也曾在此任本堂：
- 1983年，刘益民司铎（1979年9月12日释放回家，经政府许可于80年在教堂开始福传管理教务于84年逝世）
- 1984年，荷兰华
- 1987年，石鸿臣辅理主教（宗座认可，后自选自圣为天津教区主教）
- 1988年，石鸿祯助理主教（宗座认可）
- 1990年，朱立戈（爱国会成员）
- 1995年，徐海民
- 1995年，王学凌
- 1997年，李文忠
- 1998年，刘行杰
- 1999年，王世军